# Appare Jipangu!
Appare Jipangu! (天晴れじぱんぐ!, Appare Jipangu !) est un manga de Yū Watase en 3 volumes. Il est publié en français aux éditions Tonkam.

## Résumé de l’histoire
À la fin de l’époque Edo, Yusura, 15 ans, exerce la profession d’effaceuse de tristesse. Tout bébé elle a été abandonnée sous un arbre avec un sabre magique, qui transforme la tristesse des gens en énergie. Elle a été élevée en tant que fille unique d’une famille de pharmaciens. Très peu féminine, elle sauve un jour un jeune garçon du nom de Samon, qui vient vivre dans la maison de ses parents...